# Fight Club (romanzo)
Fight Club è il primo romanzo dell’autore statunitense Chuck Palahniuk, pubblicato nel 1996. Il regista David Fincher ne ha poi tratto un omonimo film di culto tre anni dopo. In seguito al film, il romanzo ha acquisito molta popolarità e ricevuto varie critiche, soprattutto per l'esplicita raffigurazione della violenza e per lo stampo nichilistico della narrazione.
La trama ruota intorno a un anonimo protagonista che lotta con il suo crescente disagio nei confronti del consumismo e con l'atteggiamento della cultura statunitense verso la mascolinità. Per reagire al suo malessere, crea di nascosto un club di pugilato come forma radicale di psicoterapia, con l’aiuto di un misterioso amico ribelle.
Nonostante quello che se ne è detto Palahniuk non si è ispirato ad alcun fight club realmente esistito, ma ad una serie di esperienze violente in cui si era trovato coinvolto. L'impatto del romanzo ha però generato fenomeni di emulazione: molti, sia adolescenti che adulti, hanno formato dei fight club a imitazione di quello del romanzo.

## Storia editoriale
Palahniuk cominciò a scrivere Fight Club come provocazione nei confronti dell'editore che aveva appena rifiutato di pubblicare il suo primo romanzo, Invisible Monsters. Dopo averlo inizialmente pubblicato come romanzo breve (che è in seguito diventato il sesto capitolo) nella raccolta Pursuit of Happiness, lo ha ampliato in un vero e proprio romanzo che, contro la sua aspettativa, l'editore volle pubblicare. 
In un primo tempo il libro ebbe scarso successo commerciale, ma dopo l'uscita del film omonimo in DVD, la prima edizione del libro divenne oggetto da collezione. Furono quindi ristampate due edizioni, una nel 1999 e l'altra nel 2004.

## Trama
Il protagonista di Fight Club è un impiegato, il cui nome non viene mai rivelato, sfiduciato e tormentato dall'insonnia. A un certo punto trova il suo maestro di vita in Tyler Durden, fabbricante di saponette oltre che una sorta di guru moderno, che predica e auspica la distruzione della civiltà a favore del ritorno di un deserto primigenio. 
Alla guida dell'intera classe media e impiegatizia statunitense, il protagonista senza nome e Tyler decidono di dare corpo ai loro desideri fondando un circolo di lottatori clandestini, nelle cantine dei bar di periferia.
Nasce così il segretissimo "Fight Club" il cui unico fine è quello di far sfogare e dare un riscatto a una miriade di violenti paria moderni, sulle cui spalle la società si poggia a peso morto. Nelle furiose lotte segrete, ognuno di loro combatte contro ciò che odia. Il fenomeno diventa una vera e propria mania, ma innocua, finché Tyler, grazie anche ai proventi della redditizia attività di fabbricante di sapone, non decide di andare fino in fondo nella distruzione della società contemporanea.
Con i membri del "Fight Club", Tyler ha a sua disposizione un esercito di soldati fidi e devoti, e con il loro aiuto comincia a scardinare la civiltà con qualsiasi mezzo, naturalmente violento. Il protagonista senza nome si vede sfuggire la situazione di mano, prigioniero di un sistema spietato e sempre più sconcertato dalla piega che Tyler sta facendo prendere alla situazione. Dopo aver scoperto che Tyler non esiste ed è in realtà il suo alter-ego causato da un disturbo della personalità che si manifesta in lui durante i momenti d'insonnia, cercherà di opporsi alla tremenda macchina umana che il suo alter ego ha avviato. 

## Altri Media

### Cinema
Fight Club (1999) film diretto da diretto da David Fincher, con Brad Pitt, Edward Norton e Helena Bonham Carter.

### Fumetti
- Fight Club 2 (2015) sequel in graphic novel, di Chuck Palahniuk, disegni di Cameron Stewart e David Mack, pubblicato dalla Dark Horse.[1]

- Fight Club 3 (2020), secondo sequel, anch'esso in formato graphic novel.[2]

### Videogioco
Fight Club (2004) videogioco, sviluppato da Genuine Games e pubblicato da Vivendi Games, ha ricevuto critiche negative.

### Musical
Fight Club "rock opera" discussa opera mai realizzata dal 2008, che coinvolge Palahniuk, Fincher e Trent Reznor e Julie Taymor, direttrice teatrale.

## Edizioni
- Chuck Palahniuk, Fight Club, traduzione di Tullio Dobner, collana Strade Blu, Arnoldo Mondadori Editore, 2003,  p. 224, ISBN 88-04-52064-7. Con una postfazione di Fernanda Pivano.